# Ihráč
Ihráč és un poble i municipi d'Eslovàquia. Es troba a la regió de Banská Bystrica.

## Història
La primera menció escrita de la vila es remunta al 1388.

## Demografia
| Godina             | 1994 | 2004   | 2014   | 2024    |
| ------------------ | ---- | ------ | ------ | ------- |
| Nombre de persones | 570  | 573    | 539    | 465     |
| Diferència         |      | +0,52% | −5,93% | −13,72% |

| Godina             | 2023 | 2024   |
| ------------------ | ---- | ------ |
| Nombre de persones | 473  | 465    |
| Diferència         |      | −1,69% |